# Toshiaki Kosedo
Toshiaki Kosedo (japonès: 小瀬戸俊昭)  (Hiroshima, 1941) és un ex-jugador de voleibol japonès que va competir durant la dècada de 1960. El 1964 va prendre part en els Jocs Olímpics de Tòquio, on guanyà la medalla de bronze en la competició de voleibol.